# 草原克豪
草原 克豪（くさはら かつひで、1941年 - ）は、日本の研究者。元文部官僚。拓殖大学名誉教授。専門は新渡戸稲造研究、文教政策。所属学会は日本高等教育学会。
北海道深川市生まれ。拓殖大学北海道短期大学学長・教授、拓殖大学外国語学部教授・副学長を歴任。妻は草原真知子。

## 略歴
- 北海道深川西高等学校卒業
- 1966年（昭和41年） 東京大学教養学部卒業
- 1967年（昭和42年） 文部省入省
- 1972年（昭和47年） コーネル大学経営行政大学院修士課程修了
- 1973年（昭和48年） ユネスコ本部
- 1997年（平成 9年） 文部省大臣官房審議官（高等教育局担当）、生涯学習局長を経て退官
- 1997年（平成 9年） 拓殖大学副学長、拓殖大学北海道短期大学学長就任
- 1998年（平成10年） 拓殖大学外国語学部教授[1]
- 2009年（平成21年） 拓殖大学、拓殖大学北海道短期大学退職 拓殖大学名誉教授

## 社会的活動
- 日本ユネスコ国内委員会委員
- 平成16年度文部科学省特色ある大学教育支援プログラム第1審査部会委員
- 日米文化教育協力合同委員会日本側パネル委員
- パソコン検定協会会長
- 財団法人二十一世紀文化学術財団理事
- 日本私立短期大学協会常任理事
- 財団法人修養團理事
- 日本数学協会顧問
- 財団法人東洋文庫理事
- 財団法人鹿島育英会理事
- 特定非営利活動法人絵本児童文学研究センター顧問
- 財団法人合気会理事
- 社団法人日本空手協会会長

## おもな著書

### 単著
- 『近代日本の世界体験-新渡戸稲造の志と拓殖の精神』（小学館スクウェア、2004年）
- 『日本の大学制度-歴史と展望』（弘文堂、2008年）